# Carlos López Moctezuma
Pour les articles homonymes, voir Moctezuma.
Carlos López Moctezuma est un acteur mexicain, de son nom complet Carlos López Moctezuma Pineda, né le 19 novembre 1909 à Mexico, mort le 14 juillet 1980 à Aguascalientes (État d'Aguascalientes).

## Biographie
Par ailleurs actif au théâtre et à la radio, Carlos López Moctezuma débute au cinéma avec quatre films sortis en 1938. Il contribue en tout à deux-cent-treize films (majoritairement mexicains, plus quelques films étrangers ou coproductions) ; ses deux derniers sortent en 1981, l'année suivant sa mort, d'une crise cardiaque.
Mentionnons Simón Bolívar (en) de Miguel Contreras Torres (1942, avec Julián Soler dans le rôle-titre), Le Comte de Monte-Cristo de Roberto Gavaldón et Chano Urueta (1942, avec Arturo de Córdova dans le rôle-titre, lui-même personnifiant le baron Danglars), Río Escondido (en) d'Emilio Fernández (1948, avec María Félix), le film franco-mexicain Les Orgueilleux d'Yves Allégret (1953, avec Michèle Morgan et Gérard Philipe), Así era Pancho Villa d'Ismael Rodríguez (1957, avec Pedro Armendáriz dans le rôle-titre), le film français Viva Maria ! de Louis Malle (1965, avec Brigitte Bardot et Jeanne Moreau), ou encore Casa de Mujeres (en) de Julián Soler (1966, avec Dolores del Río).
Pour la télévision, Carlos López Moctezuma participe à trois telenovelas (1961-1962), ainsi qu'à une série consacrée au théâtre (1964). 
Durant sa carrière, il obtient quatre nominations au Premio Ariel (prix Ariel, catégories meilleur acteur ou meilleur acteur dans un second rôle), dont trois gagnés — l'un en 1949, catégorie meilleur acteur, pour Río Escondido pré-cité —.

## Filmographie

### Au cinéma (sélection)
(films mexicains, sauf mention contraire ou complémentaire)
- 1938 : Dos cadetes de René Cardona
- 1939 : La casa del ogro de Fernando de Fuentes
- 1940 : La locura de Don Juan de Gilberto Martínez Solares
- 1941 : Cuando los hijos se van de Juan Bustillo Oro
- 1942 : Simón Bolívar de Miguel Contreras Torres
- 1942 : Le Comte de Monte-Cristo (El conde de Montecristo) de Roberto Gavaldón et Chano Urueta
- 1943 : El peñón de las Ánimas de Miguel Zacarías
- 1943 : Christophe Colomb (Cristóbal Colón) de José Díaz Morales
- 1944 : El mexicano d'Agustín P. Delgado
- 1945 : Canaima de Juan Bustillo Oro
- 1946 : Champion sans couronne (Campéon sin corona) d'Alejandro Galindo
- 1948 : Río Escondido d'Emilio Fernández
- 1949 : El rencor de la tierra d'Alfredo B. Crevenna
- 1950 : Sentencia d'Emilio Gómez Muriel
- 1951 : Furia roja de Steve Sekely et Víctor Urruchúa (film américano-mexicain)
- 1951 : Crimen y castigo de Fernando de Fuentes
- 1952 : La Révolte de Santa-Cruz (El rebozo de Soledad) de Roberto Gavaldón
- 1953 : Ella, Lucifer y yo de Miguel Morayta
- 1953 : Les Orgueilleux d'Yves Allégret (film franco-mexicain)
- 1953 : Reportaje d'Emilio Fernández
- 1954 : La Révolte des pendus (La rebelión de los colgados) d'Alfredo B. Crevenna et Emilio Fernández
- 1955 : El asesino X de Juan Bustillo Oro
- 1956 : Playa prohibida de Julián Soler
- 1957 : Así era Pancho Villa d'Ismael Rodríguez
- 1957 : Felicidad d'Alfonso Corona Blake
- 1958 : Una cita de amor d'Emilio Fernández
- 1959 : 800 lieues sur l'Amazone (800 leguas por el Amazona) d'Emilio Gómez Muriel
- 1960 : La Llorona de René Cardona
- 1960 : La estrella vacía d'Emilio Gómez Muriel
- 1961 : El padre Pistolas de Julián Soler
- 1962 : Pecado de juventud de Mauricio de la Serna
- 1963 : Les Larmes de la sorcière (La maldición de la Llorona) de Rafael Baledón
- 1963 : Rire de la ville (La risa de la ciudad) de Gilberto Gazcón
- 1964 : Tres muchachas de Jalisco d'Emilio Gómez Muriel
- 1964 : Preludio 11 de Kurt Maetzig
- 1965 : Viva Maria ! de Louis Malle
- 1965 : El último cartucho de Zacarías Gómez Urquiza
- 1966 : Casa de Mujeres de Julián Soler
- 1967 : La perra d'Emilio Gómez Muriel (film argentino-mexicain)
- 1968 : Lucio Vázquez de René Cardona et Tito Novaro
- 1969 : El crepúsculo de un dios d'Emilio Fernández
- 1970 : Los problemas de mamá d'Alfredo B. Crevenna
- 1973 : El hombre y la bestia de Julián Soler
- 1974 : Las hijas de Don Laureano de Gilberto Martínez Solares
- 1975 : Las fuerzas vivas de Luis Alcoriza
- 1976 : La gran aventura del Zorro de Raúl de Anda Jr.
- 1978 : Muerte a sangre fría de Gilberto Gazcón
- 1979 : Bloody Marlene d'Alberto Mariscal
- 1980 : Perro callejero de Gilberto Gazcón
- 1981 : Como México no hay dos de Rafael Villaseñor Kuri
- 1981 : ¡Patakín! quiere decir ¡fábula! de Manuel Octavio Gómez (film cubain)

### À la télévision (intégrale)
- 1961 : Elena, telenovela
- 1961 : La sospecha, telenovela
- 1962 : La actriz, telenovela
- 1964 : Gran teatro, série (épisodes non-spécifiés)

## Distinctions

### Nomination
- Premio Ariel (prix Ariel) du meilleur acteur :
  - Nomination en 1946, pour Canaima.

### Récompenses
- Trois prix Ariel gagnés :
  - En 1949, catégorie meilleur acteur, pour Río Escondido ;
  - En 1953, catégorie meilleur acteur dans un second rôle, pour La Révolte de Santa-Cruz ;
  - Et en 1982, catégorie meilleur acteur dans un second rôle, pour Como México no hay dos (à titre posthume).

## Note
1. ↑  Noms alternatifs : Carlos L. Moctezuma, Carlos Lopez Moctezuma et Carlos Moctezuma.